# Switzer, West Virginia
Switzer, West Virginia (енгл. Switzer) насељено је место без административног статуса у америчкој савезној држави Западна Вирџинија.

## Демографија
По попису из 2010. године број становника је 595, што је 543 (-47,7%) становника мање него 2000. године.
| Група             | 2000.         | 2010.       |
| Белци             | 1.084 (95,3%) | 575 (96,6%) |
| Афроамериканци    | 35 (3,1%)     | 4 (0,7%)    |
| Азијати           | 1 (0,1%)      | 0 (0,0%)    |
| Хиспаноамериканци | 11 (1,0%)     | 8 (1,3%)    |
| Укупно            | 1.138         | 595         |